# Agata Pura
Pour les articles homonymes, voir Pura.
Agata Pura (née Karczmarzewska le 27 juin 1978 à Rzeszów) est une ancienne joueuse de volley-ball polonaise. Elle mesure 1,88 m et jouait au poste de réceptionneuse-attaquante. 

## Clubs
| Club                          | De        | À         |
| ----------------------------- | --------- | --------- |
| Dick Black La Festa Andrychów | 1997-1998 | 1997-1998 |
| BKS Stal Bielsko-Biała        | 1998-1999 | 1998-1999 |
| KPSK Stal Mielec              | 1999-2000 | 2001-2002 |
| PTPS Piła                     | 2002-2003 | 2003-2004 |
| Airone Terra Sarda Tortoli    | 2004-2005 | 2004-2005 |
| Toulitsa Toula                | 2005-2006 | 2006-2007 |
| Muszynianka Muszyna           | 2007-2008 | 2007-2008 |
| AZS Białystok                 | 2008-2009 | 2008-2009 |
| Dąbrowa Górnicza              | 2009-2010 | 2010-2011 |
| Silesia Volley Mysłowice      | 2012-2013 | 2012-2013 |
| Pałac Bydgoszcz               | 2013-2014 | 2013-2014 |
| Wisła Varsovie                | 2014-2015 | 2014-2015 |

## Palmarès
- Championnat de Pologne
  - Vainqueur : 2008.
  - Finaliste : 1998, 2000.
- Coupe de Pologne
  - Vainqueur : 2003.